# Wisenbergturm
Der Wisenbergturm ist ein Aussichtsturm auf dem Wisenberg in der basellandschaftlichen Gemeinde Häfelfingen.
Der heutige Stahlfachwerkturm wurde 1927 anstelle des früheren Holzturms (Baujahr 1922) erstellt. Im Jahre 1953 wurde der bestehende Turm auf dem Betonsockel um 6 Meter, 1987 um weitere 9,5 Meter mit einer Metallkonstruktion aufgestockt und im Sommer 2017 saniert. Über 127 Treppenstufen kann die Aussichtsplattform mit vier Panoramatafeln und Sitzmöglichkeiten in 28,5 Meter Höhe betreten werden.
In 30 bis 40 Minuten führen diverse Wanderwege vom Weiler Untere Hupp oberhalb der solothurnischen Gemeinde Wisen oder ab Bad Ramsach in etwa 45 Minuten zum Aussichtsturm. Der Verein Erlebnisraum Tafeljura erstellte den Erlebnispfad «wisenbergwärts», der beim ehemaligen Bahnhof Sommerau (Gemeinde Gelterkinden) an der Hauensteinstrecke startet und bis zum Wisenbergturm mit 13 Informationstafeln ausgestattet ist.
Der neben dem Turm stehende Triangulationspunkt wird vom örtlichen Verkehrsverein instand gehalten.

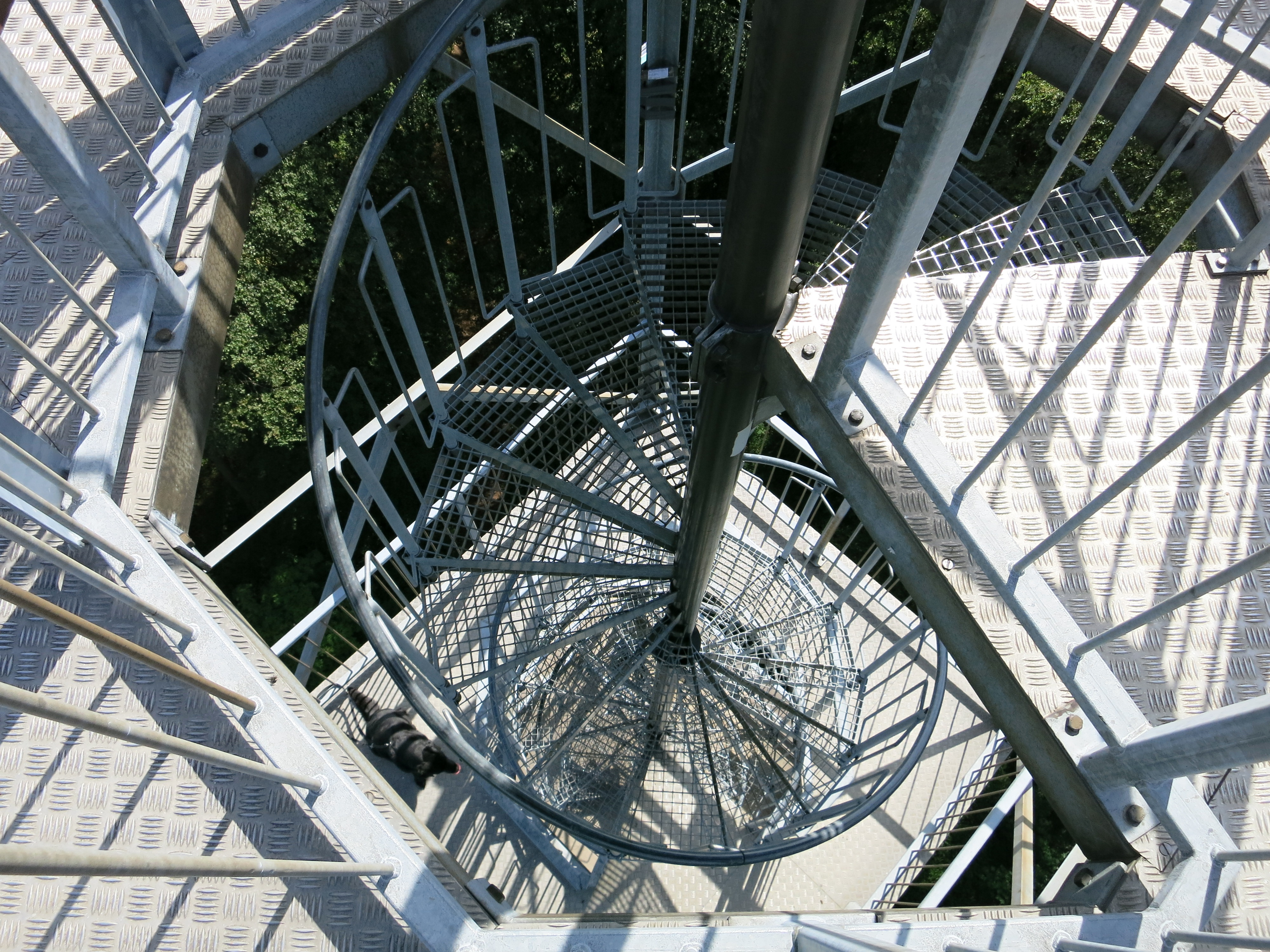
Treppe
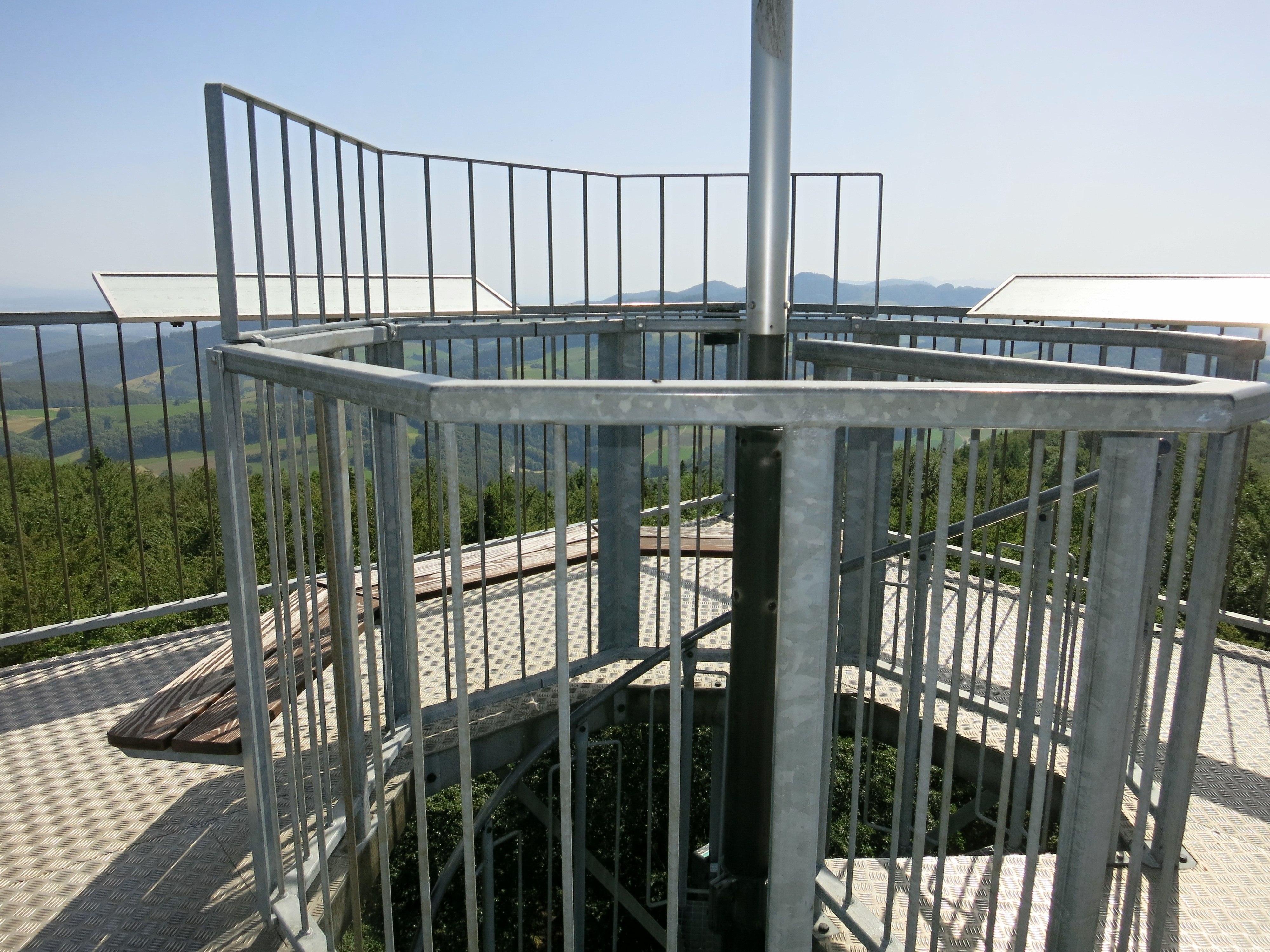
Aussichtsplattform